# ウラジレーナ (小惑星)
ウラジレーナ (852 Wladilena) は小惑星帯に位置する小惑星である。ロシアの天文学者セルゲイ・イワノヴィチ・ベリャフスキーがシメイズ天文台で発見した。
ロシアの政治家ウラジーミル・レーニンに因んで命名された。
2008年10月に岡山県で掩蔽が観測された。